# Rhizopoda
I Rizopodi (Rhizopoda von Siebold, 1845) sono una superclasse di Protozoi sarcodini.
Sono dotati di pseudopodi di forma variabile: da lobi più o meno estesi, detti lobopodi, a sottili filamenti. Questi ultimi possono a loro volta assumere la forma di filopodi, se si estendono singolarmente, o di reticulopodi (o rizopodi), se si ramificano e anastomizzano con gli altri, costituendo una rete. I R. sono suddivisi nelle classi Acarpomyxea, Acrasea, Eumycetozoea, Plasmodiophorea, Filosea (o Filosia), Granuloreticulosea, Lobosea (Lobosi) e Xenophyophorea.